# Giorgi Wazagaszwili
Giorgi Wazagaszwili (gruz. გიორგი ვაზაგაშვილი; ur. 19 kwietnia 1974) – gruziński, a od 2003 roku grecki judoka. Brązowy medalista olimpijski z Sydney.
Zawody w 2000 były drugimi igrzyskami olimpijskimi, debiutował w 1996. Po medal sięgnął w wadze półlekkiej, do 66 kilogramów. Brał udział w igrzyskach w 2004. Zostawał wicemistrzem świata w 1995, był trzeci w światowym czempionacie w 1993 i 1997. W 1996 i 1997 sięgnął po złoto mistrzostw Europy, był srebrnym medalistą w 1995 i brązowym w 1999. Czterokrotnie był mistrzem kraju seniorów.